# Беон (Меза)
Беон (фр. Behonne) насеље је и општина у североисточној Француској у региону Лорена, у департману Меза која припада префектури Бар ле Дик.
По подацима из 2011. године у општини је живело 663 становника, а густина насељености је износила 72,3 становника/km². Општина се простире на површини од 9,17 km². Налази се на средњој надморској висини од 302 метара (максималној 303 m, а минималној 190 m).

## Демографија
| 1962. | 1968. | 1975. | 1982. | 1990. | 1999. | 2011. |
| ----- | ----- | ----- | ----- | ----- | ----- | ----- |
| 333   | 338   | 337   | 818   | 848   | 770   | 663   |

График промене броја становника у току последњих година